# Відземе (Латвія)
57°15′ пн. ш. 25°30′ сх. д. / 57.25° пн. ш. 25.5° сх. д.
Ві́дземе (латис. Vidzeme) — історичний регіон у Латвії. Розташований на півночі країни.

## Назва
- Відземе (латис. Vidzeme, «Середзем'я», «Середня земля») — латиська назва.
- Лівонія (лат. Livonia), або Ліфляндія (нім. Livland, «країна лівів», «лівська (лівонська) земля») — латинська і німецька назви, що були запозичені більшістю європейських мов.

Назва «Відземе» як термін, що використовується в латиській мові для позначення своєї землі, з'явилася ще до розпаду Лівонської конфедерації в 16 столітті. Вперше в письмових джерелах слово «Vidzeme» зустрічається в 17 столітті, коли територія герцогства Пярдаугава, населена латишами, ливами та естонцями, була розділена між Швецією та Реччю Посполитою. Паул Ейнхорн у 1649 році у своїй праці Historia Lettica використовував назву Weddu-Semm, а після нього Георг Ельгер у виданому в 1683 році польсько-латинсько-латиському словнику використовував назву Wyddu Zemme як синонім слова «latwaeszu zemme». Пастор Ніци і Барти Яніс Лангіс у латисько-німецькому словнику 1685 року назвав її Widda-semme. Всі згадані автори жили в Курземі або Селі, тому назва «Vidus zeme» свідчить про те, що її використовували мешканці сусідніх земель, які розмовляли латиською мовою. Вони вважали цю землю місцем, яке знаходилося в центрі більшого регіону (тобто Лівонської Конфедерації), або місцем, звідки виїхали їхні предки. Можливо також, що назва «Середня земля» як територія, населена латгалами, спочатку використовувалася як протилежність «Крайній землі» біля моря, тобто території, населеній лівів, Лівземлі.

## Географія
Розташована на захід від річки Айвієксте (до 1629 на північ від Даугави).
- Ліфляндська (Відземська) височина

## Історія
- З XIII століття: складова Лівонії
- До 1561: складова Лівонського ордену і Ризького єпископства, членів Лівонської конфедерації.
- 1561—1569: складова Лівонського герцогства, васала Великого князівства литовського.
- 1569—1621: складова Лівонського герцогства, васала Речі Посполитої.
- 1621—1629: складова Інфлянтського воєводства Речі Посполитої.
- З 1629 в шведській провінції Ліфляндія, східна частина у складі Інфлянтського воєводства.
- 1721—1917: складова Ліфляндської губернії Російської імперії.